# Cupa UEFA 1975-1976
Cupa UEFA 1975–76 a fost câștigată de Liverpool după ce a bătut-o pe Club Brugge la general.

## Prima rundă
| Echipa #1                | Total  | Echipa #2                | Tur | Retur    |
| ------------------------ | ------ | ------------------------ | --- | -------- |
| MSV Duisburg             | 10–3   | Enosis Neon Paralimni FC | 7–1 | 3–2      |
| Glentoran F.C.           | 1–14   | Ajax Amsterdam           | 1–6 | 0–8      |
| Grasshopper-Club Zürich  | 4–4(a) | Real Sociedad            | 3–3 | 1–1      |
| PAOK FC                  | 2–6    | Barcelona                | 1–0 | 1–6      |
| AIK                      | 1–2    | Spartak Moscova          | 1–1 | 0–1      |
| R. Antwerp F.C.          | 5–1    | Aston Villa F.C.         | 4–1 | 1–0      |
| FC Bohemians Praga       | 2–3    | Budapest Honvéd FC       | 1–2 | 1–1      |
| FC Carl Zeiss Jena       | 4–0    | Olympique Marseille      | 3–0 | 1–0      |
| FC Universitatea Craiova | 2–4    | Steaua Roșie Belgrad     | 1–3 | 1–1      |
| Everton                  | 0–1    | Milan                    | 0–0 | 0–1      |
| Feyenoord Rotterdam      | 1–4    | Ipswich Town F.C.        | 1–2 | 0–2      |
| GAIS                     | 4–5    | Slask Wroclaw            | 2–1 | 2–4      |
| Hertha BSC Berlin        | 6–2    | HJK Helsinki             | 4–1 | 2–1      |
| Hibernian F.C.           | 2–3    | Liverpool F.C.           | 1–0 | 1–3      |
| Holbaek B&I              | 1–3    | Stal Mielec              | 0–1 | 1–2      |
| 1. FC Köln               | 5–2    | Boldklubben 1903         | 2–0 | 3–2(aet) |
| Olympique Lyonnais       | 4–6    | Club Brugge              | 4–3 | 0–3      |
| Molde F.K.               | 1–6    | Öster                    | 1–0 | 0–6      |
| ASA Târgu Mureș          | 3–6    | Dynamo Dresden           | 2–2 | 1–4      |
| Chornomorets Odesa       | 1–3    | Lazio                    | 1–0 | 0–3(aet) |
| FC Porto                 | 10–0   | FC Avenir Beggen         | 7–0 | 3–0      |
| SK Rapid Wien            | 2–3    | Galatasaray              | 1–0 | 1–3      |
| Roma                     | 2–1    | Dunav Ruse               | 2–0 | 0–1      |
| Torpedo Moscova          | 5–2    | Napoli                   | 4–1 | 1–1      |
| SK VOEST Linz            | 2–4    | Vasas SC                 | 2–0 | 0–4      |
| FK Vojvodina             | 1–3    | AEK Atena FC             | 0–0 | 1–3      |
| BSC Young Boys           | 2–4    | Hamburger SV             | 0–0 | 2–4      |
| Athlone Town             | 4–2    | Vålerenga                | 3–1 | 1–1      |
| FK Inter Bratislava      | 8–2    | Real Zaragoza            | 5–0 | 3–2      |
| ÍBK Keflavík             | 0–6    | Dundee United F.C.       | 0–2 | 0–4      |
| Levski-Spartak Sofia     | 7–1    | Eskișehirspor            | 3–0 | 4–1      |
| Sliema Wanderers F.C.    | 2–5    | Sporting CP              | 1–2 | 1–3      |

### Primul tur
| Everton | 0 – 0 | Milan |
| ------- | ----- | ----- |
|         |       |       |

| Chornomorets Odesa | 1 – 0 | Lazio |
| ------------------ | ----- | ----- |
| Doroshenko 33'     |       |       |

| Roma                      | 2 – 0 | Dunav Ruse |
| ------------------------- | ----- | ---------- |
| Pellegrini 5' Petrini 21' |       |            |

| Torpedo Moscova                                 | 4 – 1 | Napoli      |
| ----------------------------------------------- | ----- | ----------- |
| Grishin 2' 84' Sakharov 30' (pen.) Belenkov 90' |       | Savoldi 35' |

### Turul doi
| Milan              | 1 – 0 | Everton |
| ------------------ | ----- | ------- |
| Calloni 68' (pen.) |       |         |

Milan a câștigat 1–0 la general.
| Lazio                   | 3 – 0 (a.e.t.) | Chornomorets Odesa |
| ----------------------- | -------------- | ------------------ |
| Chinaglia 89' 102' 120' |                |                    |

Lazio a câștigat 3–1 la general.
| Dunav Ruse | 1 – 0 | Roma |
| ---------- | ----- | ---- |
| Ivanov 63' |       |      |

Roma a câștigat 2–1 la general.
| Napoli      | 1 – 1 | Torpedo Moscova |
| ----------- | ----- | --------------- |
| Braglia 37' |       | Filatov 15'     |

Torpedo Moscova a câștigat 5–2 la general.

## Runda a doua
| Echipa #1            | Total  | Echipa #2            | Tur | Retur |
| -------------------- | ------ | -------------------- | --- | ----- |
| MSV Duisburg         | 4–4(a) | Levski-Spartak Sofia | 3–2 | 1–2   |
| Athlone Town         | 0–3    | Milan                | 0–0 | 0–3   |
| FC Carl Zeiss Jena   | 1–1(p) | Stal Mielec          | 1–0 | 0–1   |
| Dundee United F.C.   | 2–3    | FC Porto             | 1–2 | 1–1   |
| Galatasaray          | 2–7    | FC Torpedo Moscova   | 2–4 | 0–3   |
| Hertha BSC Berlin    | 2–4    | Ajax Amsterdam       | 1–0 | 1–4   |
| Budapest Honvéd FC   | 2–3    | Dynamo Dresden       | 2–2 | 0–1   |
| FK Inter Bratislava  | (a)3–3 | AEK Atena FC         | 2–0 | 1–3   |
| Ipswich Town F.C.    | 3–4    | Club Brugge          | 3–0 | 0–4   |
| Spartak Moscova      | 3–0    | 1. FC Köln           | 2–0 | 1–0   |
| Öster                | 1–2    | Roma                 | 1–0 | 0–2   |
| Real Sociedad        | 1–9    | Liverpool F.C.       | 1–3 | 0–6   |
| Steaua Roșie Belgrad | 1–5    | Hamburger SV         | 1–1 | 0–4   |
| Slask Wroclaw        | 3–2    | R. Antwerp F.C.      | 1–1 | 2–1   |
| Vasas SC             | 4–3    | Sporting CP          | 3–1 | 1–2   |
| Lazio                | 0–7    | Barcelona            | 0–3 | 0–4   |

### Primul tur
| Athlone Town | 0 – 0 | Milan |
| ------------ | ----- | ----- |
|              |       |       |

| Öster       | 1 – 0 | Roma |
| ----------- | ----- | ---- |
| Evesson 27' |       |      |

| Lazio | N/A | Barcelona |
| ----- | --- | --------- |
|       |     |           |

### Turul doi
| Milan                               | 3 – 0 | Athlone Town |
| ----------------------------------- | ----- | ------------ |
| Vincenzi 63' Benetti 70' 79' (pen.) |       |              |

Milan a câștigat 3–0 la general.
| Roma                   | 2 – 0 | Öster |
| ---------------------- | ----- | ----- |
| Pellegrini 5' Boni 49' |       |       |

Roma a câștigat 2–1 la general.
| Barcelona                                   | 4 – 0 | Lazio |
| ------------------------------------------- | ----- | ----- |
| Sotil 6' Cruyff 43' Neeskens 79' Fortes 82' |       |       |

Barcelona a câștigat 7–0 la general.

## Runda a treia
| Echipa #1           | Total  | Echipa #2            | Tur | Retur |
| ------------------- | ------ | -------------------- | --- | ----- |
| Ajax Amsterdam      | 3–3(p) | Levski-Spartak Sofia | 2–1 | 1–2   |
| Barcelona           | 4–1    | Vasas SC             | 3–1 | 1–0   |
| Club Brugge         | 2–0    | Roma                 | 1–0 | 1–0   |
| Dynamo Dresden      | 4–3    | FC Torpedo Moscova   | 3–0 | 1–3   |
| Hamburger SV        | 3–2    | FC Porto             | 2–0 | 1–2   |
| FK Inter Bratislava | 1–2    | Stal Mielec          | 1–0 | 0–2   |
| Slask Wroclaw       | 1–5    | Liverpool F.C.       | 1–2 | 0–3   |
| Milan               | 4–2    | Spartak Moscova      | 4–0 | 0–2   |

### Primul tur
| Club Brugge | 1 – 0 | Roma |
| ----------- | ----- | ---- |
| Cools 42'   |       |      |

| Milan                                 | 4 – 0 | Spartak Moscova |
| ------------------------------------- | ----- | --------------- |
| Calloni 19' 71' Bigon 48' Maldera 51' |       |                 |

### Turul doi
| Roma | 0 – 1 | Club Brugge |
| ---- | ----- | ----------- |
|      |       | Lambert 69' |

Club Brugge a câștigat 2–0 la general.
| Spartak Moscova         | 2 – 0 | Milan |
| ----------------------- | ----- | ----- |
| Papayev 60' Lovchev 84' |       |       |

Milan a câștigat 4–2 la general.

## Sferturi de finală
| Echipa #1      | Total | Echipa #2            | Tur | Retur |
| -------------- | ----- | -------------------- | --- | ----- |
| Barcelona      | 8–5   | Levski-Spartak Sofia | 4–0 | 4–5   |
| Club Brugge    | 3–2   | Milan                | 2–0 | 1–2   |
| Dynamo Dresden | 1–2   | Liverpool F.C.       | 0–0 | 1–2   |
| Hamburger SV   | 2–1   | Stal Mielec          | 1–1 | 1–0   |

### Primul tur
| Club Brugge             | 2 – 0 | Milan |
| ----------------------- | ----- | ----- |
| le Fevre 5' Krieger 62' |       |       |

### Turul doi
| Milan                  | 2 – 1 | Club Brugge |
| ---------------------- | ----- | ----------- |
| Bigon 31' Chiarugi 65' |       | Sanders 74' |

Club Brugge a câștigat 3–2 la general.

## Semi–finale
| Echipa #1    | Total | Echipa #2      | Tur | Retur |
| ------------ | ----- | -------------- | --- | ----- |
| Barcelona    | 1–2   | Liverpool F.C. | 0–1 | 1–1   |
| Hamburger SV | 1–2   | Club Brugge    | 1–1 | 0–1   |

## Finală
| Echipa #1 | Total | Echipa #2   | Tur | Retur |
| --------- | ----- | ----------- | --- | ----- |
| Liverpool | 4–3   | Club Brugge | 3–2 | 1–1   |